# Pamiętnik psychopaty
Pamiętnik psychopaty (kor. 싸이코패스 다이어리, RR: Ssaikopaeseu daieori) – południowokoreański serial telewizyjny stworzony przez Studio Dragon i KeyEast. Emitowany był na stacji tvN od 20 listopada 2019 roku do 9 stycznia 2020. 

## Fabuła
Akcja serialu rozgrywa się w Seulu i opowiada o mężczyźnie o imieniu Yook Dong-sik, 34-letnim pracowniku biurowym spółki akcyjnej Daehan Securities. Przez jego naiwność i nadmierną uprzejmość jest wykorzystywany przez swoich współpracowników i znajomych. Staje się kozłem ofiarnym po incydencie z Yuseong Biomedi i zostaje oskarżony o powstałe problemy. Mierząc się z utratą pracy i brakiem wsparcia ze strony rodziny decyduje się popełnić samobójstwo. Podczas próby odebrania sobie życia przypadkowo przerywa seryjnemu mordercy w dokonywaniu kolejnej zbrodni. W trakcie ucieczki z miejsca zdarzenia zostaje potrącony przez samochód. Budzi się w szpitalu ze stwierdzoną amnezją oraz będąc w posiadaniu pamiętnika mordercy. Bez żadnych wspomnień i poczucia własnej tożsamości zaczyna wierzyć, że jest autorem dziennika, który miał przy sobie w dniu wypadku. Zaczyna myśleć o sobie jak o prawdziwym i bezlitosnym drapieżniku, co jest tak naprawdę przeciwieństwem jego prawdziwej natury. Używa swojej wiedzy bazującej na filmach i powieściach kryminalnych, aby dopasować się do narzuconej roli psychopatycznego mordercy.
Shim Bo-kyung, będąca oficerem z jednostki patrolowej prowadzi dochodzenie odnośnie do śmierci bezdomnego mężczyzny. Dzięki swojej podejrzliwości trafia na trop seryjnego mordercy i rozpoczyna śledztwo. Kilkakrotnie wpada na głównego bohatera i nawiązuje się pomiędzy nimi więź. Yook Dong-sik zaczyna pomagać policjantce w schwytaniu przestępcy, który okazuje się być właścicielem pamiętnika.

## Obsada

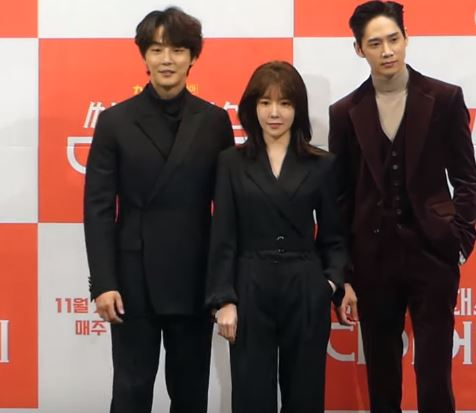
Główna obsada

### Główne role
- Yoon Shi-yoon[1] jako Yook Dong-sik, nieśmiały i naiwny mężczyzna, który pracuje jako urzędnik w spółce akcyjnej Daehan Securities. Jego słaba osobowość zaczyna się zmieniać, gdy zaczyna postrzega siebie jako zabójcę.
- Park Sung-hoon[1] jako Seo In-woo, seryjny zabójca, który jest również dyrektorem spółki akcyjnej Daehan Securities, w której pracuje Yook Dong-sik.
- Jung In-sun[1] jako Shim Bo-kyung, policjantka z jednostki patrolowej, która trafia na trop seryjnego mordercy i rozpoczyna śledztwo.

### Role drugoplanowe
- Lee Han-wi[1] jako Yook Jong-chul, ojciec Yook Dong-sik'a
- So Hee-jung jako Na In-Hye, macocha Yook Dong-sik'a
- Hwang Hyo-eun jako Yook Ji-Yeon, siostra Yook Dong-sik'a
- Jung Su-bin jako Yook Dong-chan, brat Yook Dong-sik'a
- Kim Kyul jako Jo Yong Gu, przyrodni brat Yook Dong-sik'a
- Heo Sung-tae[1] jako Jang Chil-sung, sąsiad Yook Dong-sik'a, gangster a także jego późniejszy przyjaciel i wspólnik
- Kim Myung-soo[1] jako Shim Seok-gu, ojciec Shim Bo-kyung i były detektyw
- Lee Kan-Hee jako Lee Suk-Yeon, matka Shim Bo-kyung
- Lee Hae-Young jako Ryu Jae-Jun, wujek Shim Bo-kyung i znany profiler
- Choi Sung-won[1] jako Heo Taek-soo, oficer policji i partner Bo-kyung
- Park Jung-hak jako Seo Chung-Hyeon, ojciec Seo In-woo, prezes Daehan Securities
- Yu Bee jako Seo Ji-hun, brat Seo In-woo)
- Choi Dae-chul jako Gong Chan-seok, szef Yook Dong-sik'a
- Kim Ki-doo[1] jako Park Jae-ho, współpracownik Yook Dong-sik'a
- Lee Min-ji[1] jako Oh Min-joo, współpracownik Yook Dong-sik'a
- Jo Si-nae jako Han Jeong-a, współpracownik Yook Dong-sik'a
- Choi Tae-hwan jako Shin Seok-hyun, współpracownik Yook Dong-sik'a
- Hwang Sun-hee jako Jo Yoo-jin, członek zespołu kontrolnego
- Jung Hae-kyun jako Kim Myeong-guk, bezdomny mężczyzna, jedna z ofiar Seo In-woo
- Jo Yoon-ho jako szef gangu

## Produkcja
Reżyserem serii jest Lee Jong-jae, a za scenariusz odpowiadają Ryu Yong-jae, Kim Hwan-chae oraz Choi Sung-joon. Producentem były firmy Studio Dragon oraz KeyEast.

## Oglądalność
Tabela przedstawia średnią oglądalność Pamiętnika psychopaty na tle Seulu i całej Korei Południowej uwzględniając dni emitowania ich w telewizji.
| Odcinek  | Data emisji       | Średnia oglądalność | Średnia oglądalność |
| Odcinek  | Data emisji       | AGB Nielsen         | AGB Nielsen         |
| Odcinek  | Data emisji       | Korea Pd.           | Seul                |
| -------- | ----------------- | ------------------- | ------------------- |
| 1        | 20 listopada 2019 | 1.766%              | 1.730%              |
| 2        | 21 listopada 2019 | 1.463%              | 1.361%              |
| 3        | 27 listopada 2019 | 1.928%              | 2.057%              |
| 4        | 28 listopada 2019 | 2.206%              | 2.174%              |
| 5        | 4 grudnia 2019    | 2.368%              | 2.507%              |
| 6        | 5 grudnia 2019    | 2.212%              | 2.346%              |
| 7        | 11 grudnia 2019   | 2.424%              | 2.866%              |
| 8        | 12 grudnia 2019   | 2.299%              | 2.782%              |
| 9        | 18 grudnia 2019   | 2.014%              | 2.099%              |
| 10       | 19 grudnia 2019   | 1.693%              | 1.954%              |
| 11       | 25 grudnia 2019   | 1.708%              | 2.025%              |
| 12       | 26 grudnia 2019   | 2.295%              | 2.718%              |
| 13       | 1 stycznia 2020   | 1.939%              | 2.213%              |
| 14       | 2 stycznia 2020   | 2.423%              | 2.633%              |
| 15       | 8 stycznia 2020   | 2.685%              | 2.762%              |
| 16       | 9 stycznia 2020   | 2.983%              | 3.372%              |
| Średnia: | Średnia:          | 2.150%              | 2.350%              |

(Ten serial była emitowana w telewizji kablowej/płatnej telewizji, która zwykle ma stosunkowo mniejszą widownię w porównaniu do niekodowanych programów telewizyjnych/publicznych (KBS, SBS, MBC i EBS))